# 黑尾天竺鯛
黑尾天竺鯛，為輻鰭魚綱鈎頭魚目天竺鯛科的其中一個種。

## 分布
本魚分布於東太平洋區，從美國加州南部至加利福尼亞灣海域。

## 深度
水深9至30公尺。

## 特徵
本魚體延長而側扁，眼大，口大略下位，頜齒細小，鋤骨和腭骨通常具齒，舌上無齒，鰓蓋骨後緣棘不發達，體被弱櫛鱗，眼睛周圍覆蓋黑圈，魚體下半部為橘紅色，上半部及尾部為黑紫色，各鰭為黑紫色，背鰭2個，尾鰭截形，中間略凹，體長可達8公分。

## 生態
本魚棲息於岩礁區，白天躲藏於岩洞中，夜間出來覓食，屬肉食性，以軟體動物或其它底棲甲殼類為食。繁殖期時，雄魚具有口孵習性，卵約7日化成仔魚，由雄魚吐出，具短暫的仔魚飄浮期。

## 經濟利用
不供食用，可做為觀賞魚。